# Re: Pasolini
Re: Pasolini is het tweede muziekalbum dat de Italiaanse pianist Stefano Battaglia uitbrengt via ECM Records. Op dit album heeft hij geprobeerd het leven van Pier Paolo Pasolini te vertalen naar muziek. Het is, als zo vaak met albums van ECM, een kruising geworden tussen jazz en klassiek.

## Musici
CD1
- Stefano Battaglia – piano;
- Michael Grassmann – trompet;
- Mirco Mariottini – klarinet;
- Aya Shimura – cello ;
- Salvatore Mairoe – contrabas ;
- Roberto Dani – drums ;

CD2
- Stefano Battaglia – piano ;
- Dominique Pifarély – viool;
- Vincent Courbois – cello ;
- Bruna Chevillon – contrabas ;
- Michael Rabbia – drums.

## Composities
Alle composities zijn van Battaglia; behalve Cosa sono le nuvole van Domenico Modugno en Pasolini.
1. cd1
  1. Canzone di Laura Betti
  2. Toto e Ninetto
  3. Canto popukare
  4. Cosa sono le nuvole
  5. Fevrar
  6. Il sogno di una cosa
  7. Teorema
  8. Callas
  9. Pietra lata
2. cd2
  1. Lyra I
  2. Lyra II
  3. Meditazione orale
  4. Lyra III
  5. Lyra IV
  6. Scritti corsari
  7. Lyra V
  8. Epigrammi
  9. Lya VI
  10. Setaccio
  11. Lyra VII
  12. Mimenis, divina mimesis
  13. Lya VIII
  14. Ostia
  15. Pasolini